# Gullegem Koerse 1972
De 24e editie van de Belgische wielerwedstrijd Gullegem Koerse werd verreden op 6 juni 1972. De start en finish vonden plaats in Gullegem. De winnaar was Eddy Peelman, gevolgd door Willy Van Neste en Richard Bukacki.

## Uitslag
| Gullegem Koerse 1972 |                 |                   |      |
| Plaats               | Naam            | Ploeg             | Tijd |
| Winnaar              | Eddy Peelman    | Gan-Mercier       |      |
| 2                    | Willy Van Neste | Beaulieu-Flandria |      |
| 3                    | Richard Bukacki | Goldor-IJsboerke  |      |

## Galerij

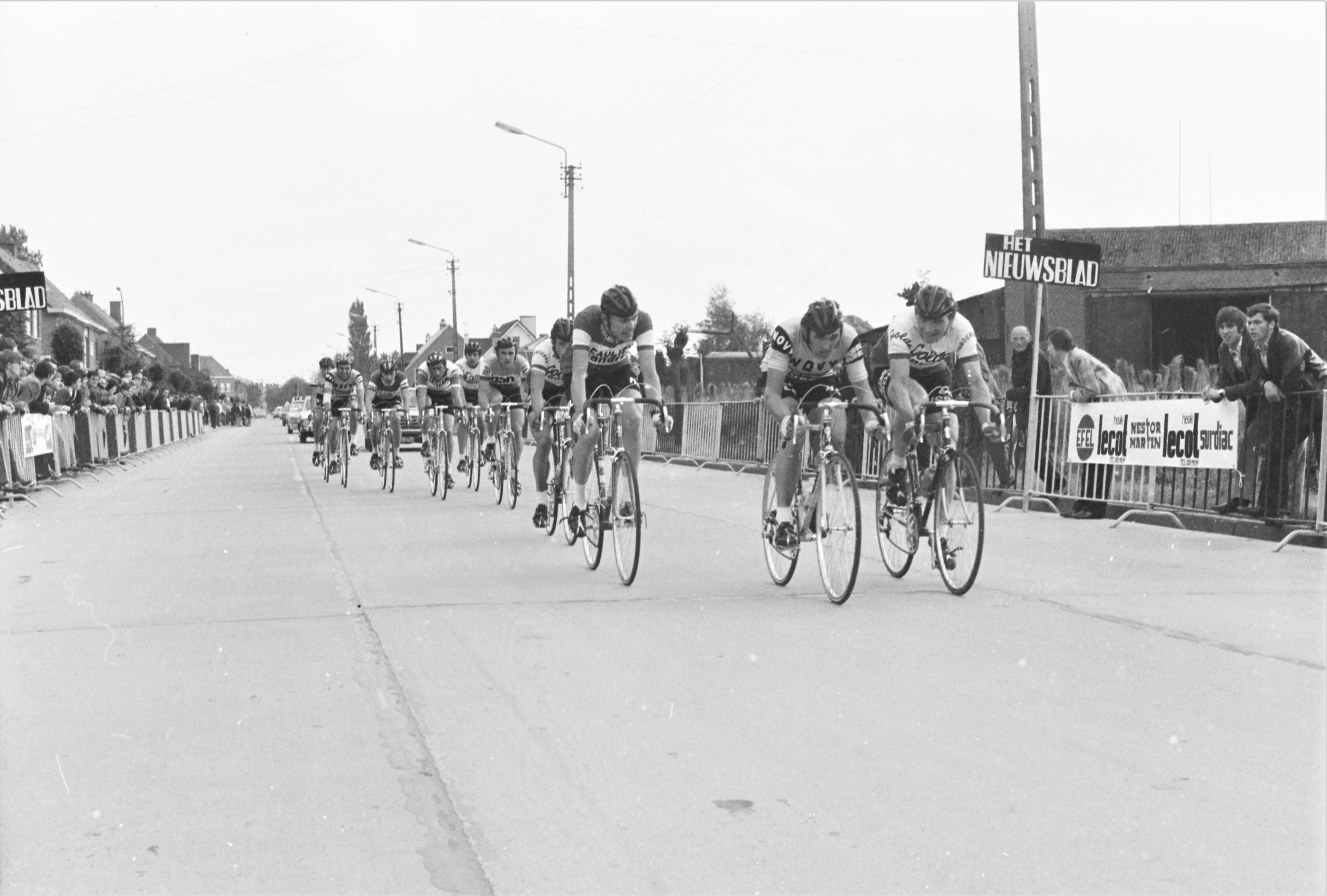
Een groep renners rijdt tijdens één van de lokale rondes door de aankomstzone.
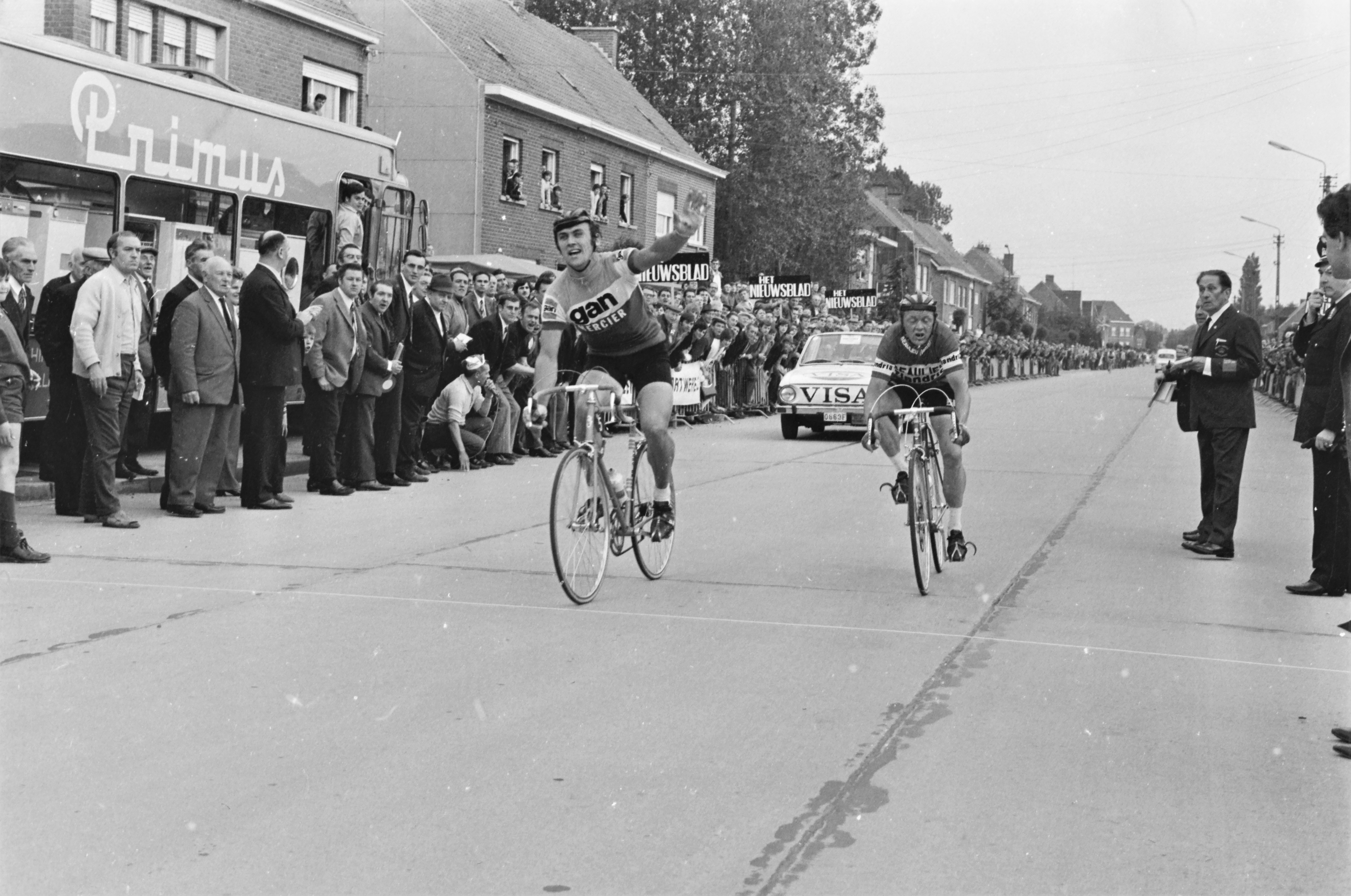
Eddy Peelman komt voor Willy Van Neste over de meet in Gullegem.
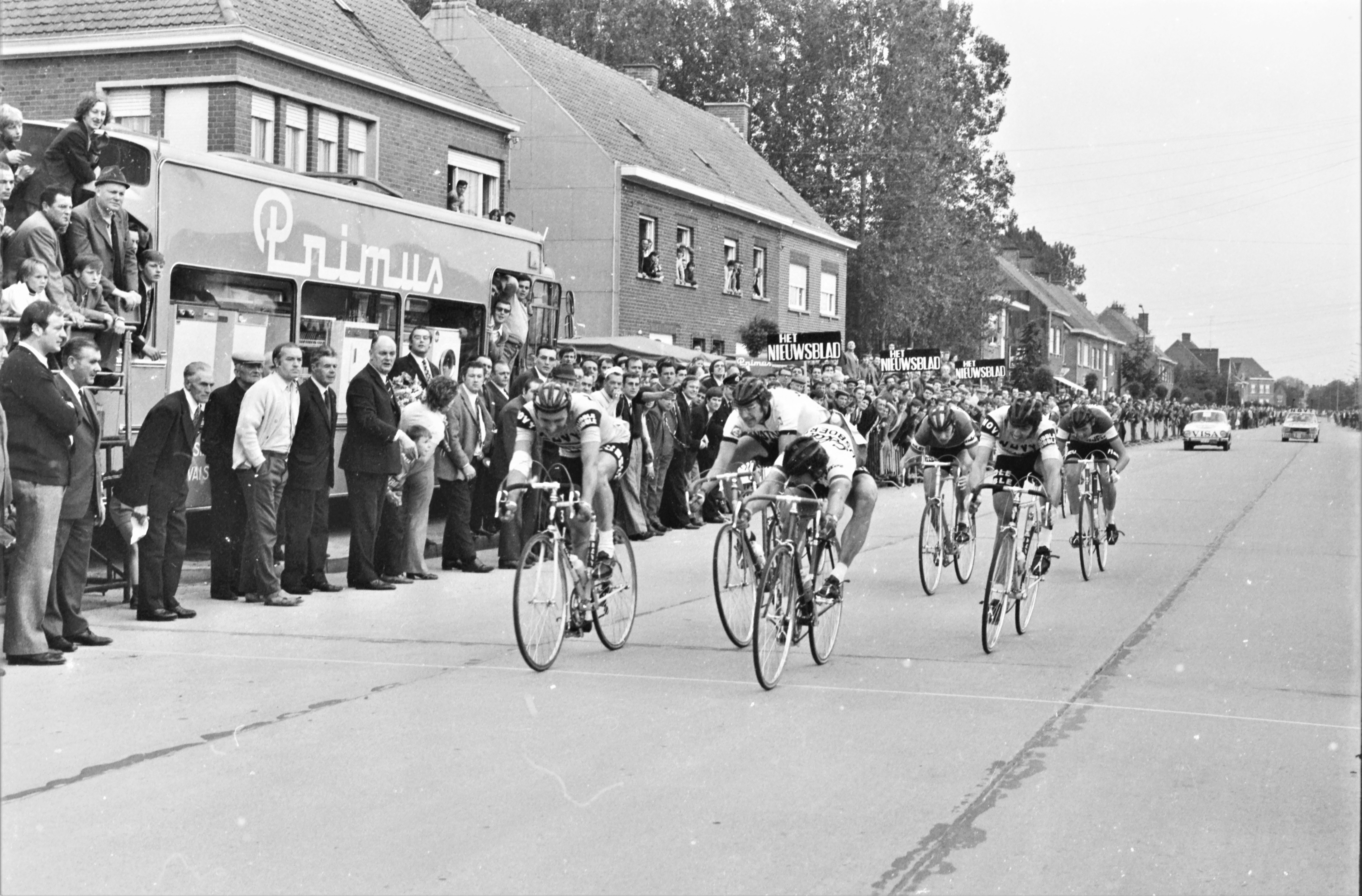
Richard Bukacki wint de sprint om de derde plaats.
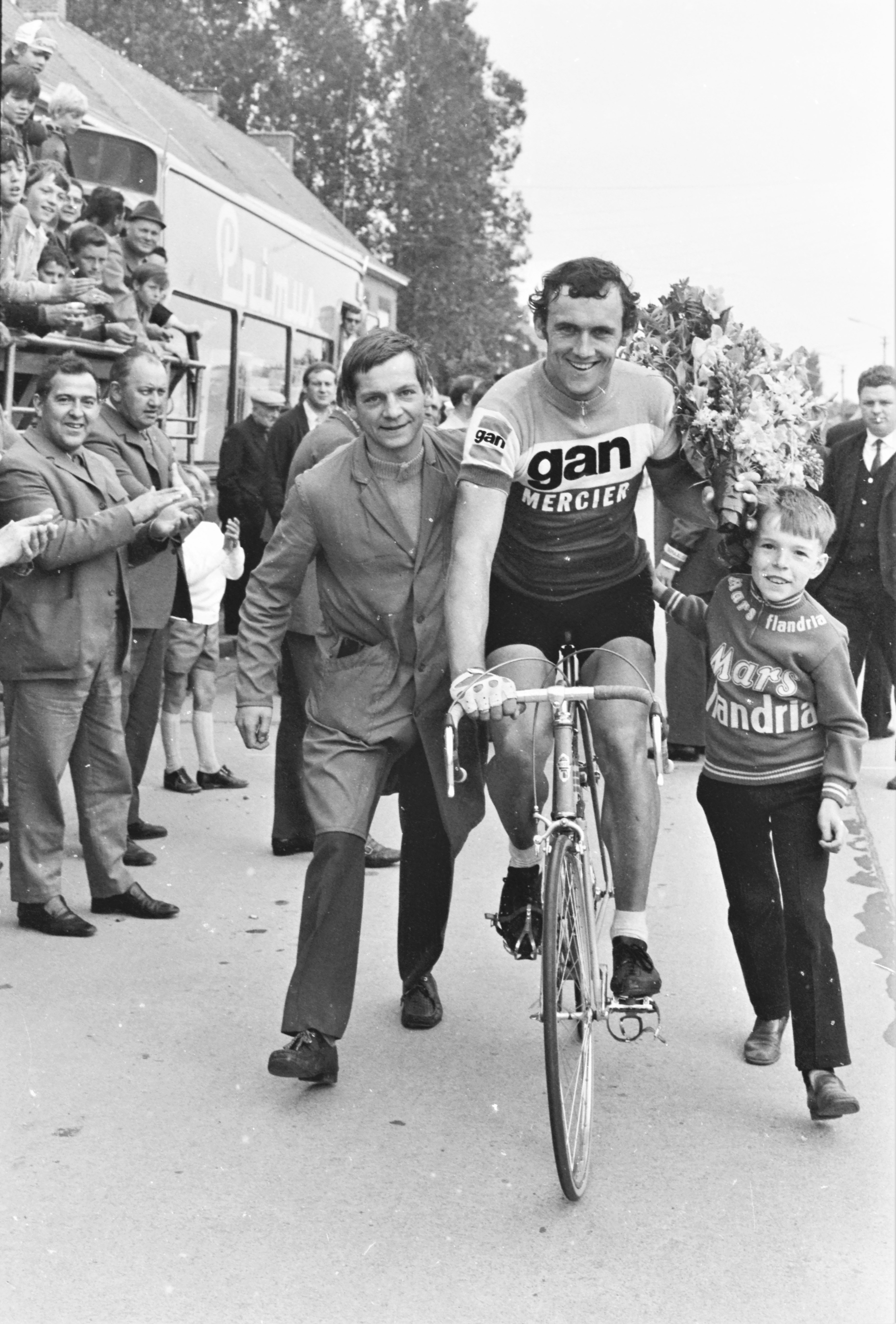
Eddy Peelman na zijn overwinning.
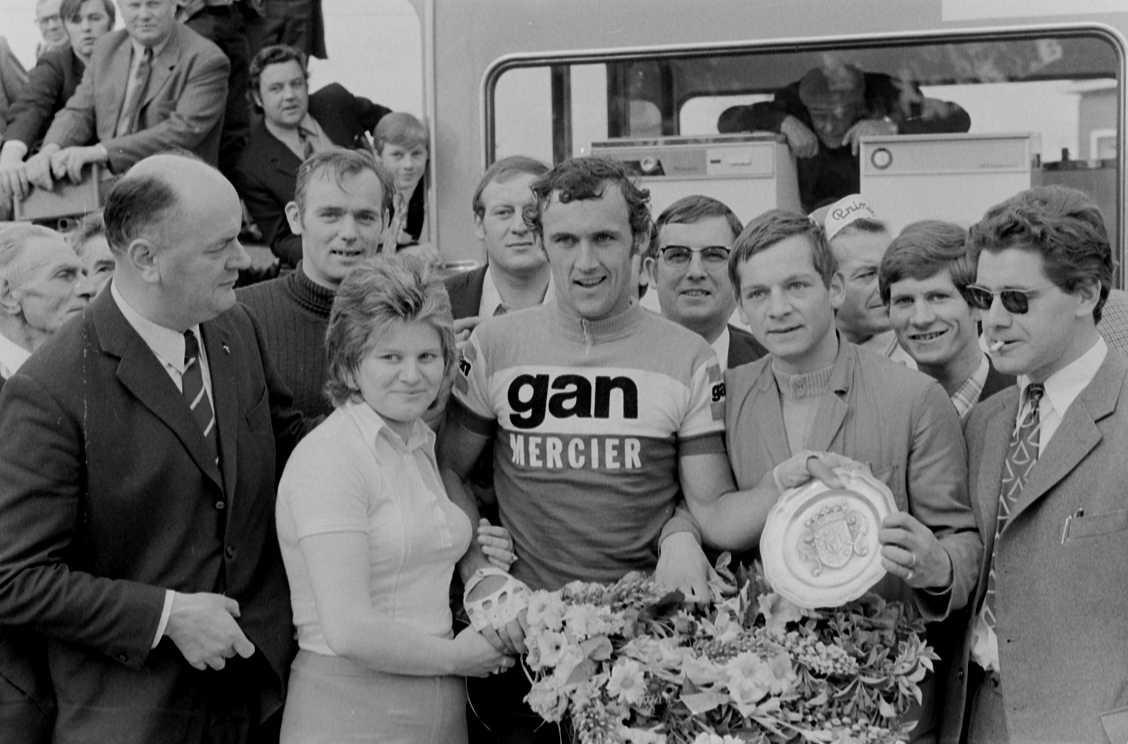
Eddy Peelman poseert met zegebloemen en -schaal.

1942 · 1943 · 1944 · 1945 · 1946 · 1947 · 1948 · 1949 · 1950 · 1951 · 1952 · 1953 · 1954 · 1955 · 1956 · 1957 · 1958 · 1959 · 1960 · 1961 · 1962 · 1963 · 1964 · 1965 · 1966 · 1967 · 1968 · 1969 · 1970 · 1971 · 1972 · 1973 · 1974 · 1975 · 1976 · 1977 · 1978 · 1979 · 1980 · 1981 · 1982 · 1983 · 1984 · 1985 · 1986 · 1987 · 1988 · 1989 · 1990 · 1991 · 1992 · 1993 · 1994 · 1995 · 1996 · 1997 · 1998 · 1999 · 2000 · 2001 · 2002 · 2003 · 2004 · 2005 · 2006 · 2007 · 2008 · 2009 · 2010 · 2011 · 2012 · 2013 · 2014 · 2015 · 2016 · 2017 · 2018 · 2019 · 2020 · 2021 · 2022 · 2023 · 2024